# アイカズ・コスタニャン
アイカズ・アルシャコヴィチ・コスタニャン（ロシア語: Айказ Аршакович Костанян、1897年〈または1898年〉 - 1938年9月21日）、民族名ハイカズ・アルシャキ・コスタニアン（アルメニア語: Հայկազ Արշակի Կոստանյան）は、アルメニア人のボリシェヴィキ。ロシア語で名はガイカズ (Гайказ)、ガカズ (Гаказ)、父称はアルカジエヴィチ (Аркадьевич)、姓はコスタニヤン (Костаньян)、カスタニヤン (Кастаньян) とも。

## 生涯

### 前半生
1897年（または翌年）、ロシア帝国チフリス県チフリスの貧しいアルメニア人の馬具職人の家庭に生まれた。1905年にチフリスのネルシシアン学校に入学し、1916年に卒業。1915年から1916年まではヴァガルシャパトのボリシェヴィキ党組織で活動し、同年9月から党員となった。同地では1917年3月に閉校されるまでゲヴォルギアン神学校 (en) で学び、アナスタス・ミコヤン、アルタク・スタンボリツャン (hy) らとともにマルクス主義サークルを組織した。その後はバクーに移り、3月から10月までバラハヌィのアルメニア人地区で宣伝活動に従事し、同時にステパン・リアノゾフ所有のロシア石油産業連合の石油部門でも働いた。

### 革命期
その後サラトフへ移ってサラトフ大学医学部で1年間学び、現地では党サラトフ委員会附属アルメニア人共産主義局書記、サラトフ民族問題部書記および公教育部副部長を1918年から翌1919年8月まで務めた。同月から11月までは党カフカース地方委の指令によりバクーとチフリスの党組織を監査し、翌1920年1月にはエレヴァンでボリシェヴィキの地下組織に参加。同月から11月までチフリスでアルメニア共産党国外局議長を務めた。グルジア民主共和国政権に弾圧されてアゼルバイジャン社会主義ソビエト共和国のバクーに逃れたが、同年のアルメニア第一共和国政権に対する五月蜂起に参加するためエレヴァンに移り、蜂起の失敗後は再びチフリスへ逃れた。その後当局に逮捕されてメテヒ刑務所に収監されたが、同志が看守に賄賂を送ったことにより7月にはバクーへ脱走した。
バクーでは赤軍第11軍革命軍事会議議長を務め、またミコヤン、アヴィス・ヌリジャニャン (hy) とともに「ダシュナク党員」の無差別な弾圧に加担した。9月の東方諸民族大会開催にも関わり、同月10日にはロシア共産党中央委カフカース局 (en) の指令によってヌリジャニャン、イサーク・ドヴラチャン (hy)、アガシ・ハンジャン、サアク・テル＝ガブリエリャンらとともに、1922年1月26日までアルメニア共産党中央委員に就いた。アルメニア社会主義ソビエト共和国の成立後は1920年12月12日から翌1921年5月21日まで労働・社会保障人民委員に就き、翌1922年からはグルジア共産党中央委組織部部長、同年から1925年までは全グルジア中央執行委幹部会メンバー、1922年10月から1925年11月30日までは党中央委書記に就いた。

### 後半生
1925年から1928年4月まではプロフィンテルン組織部部長および書記を務め、エルンスト・テールマン、モーリス・トレーズ、クン・ベーラ、パルミーロ・トリアッティらと親交を持った。また1926年から1928年までは赤色教授学院歴史学部で学んだ。同年4月5日からはアルメニア共産党中央委第一書記に就き、1930年4月には当時アルメニアで行われていた急進的な農業集団化に対し、現地の農業事情を考慮してないとの批判を加えた。しかし、直後の翌5月7日には第一書記を解任され、その後同月12日から12月までは全連邦共産党クリミア州委責任書記を務めた。
同年7月30日から1934年1月26日までは党中央統制委メンバー、1931年から1934年8月までは再度プロフィンテルン書記を務め、同月からはジェルジンスキー (ru) 政治部部長を、1936年1月からはソビエト連邦鉄道人民委員部 (ru) 附属ソビエトメンバーを1937年7月まで務めた。1936年4月には鉄道輸送のノルマ超過と輸送技術の発達への貢献を賞してレーニン勲章を授与された。
しかし、1937年7月10日夜にモスクワの自宅で逮捕され、翌1938年4月20日に連邦最高裁軍事参議会によって反革命的テロ組織への参加を理由に死刑判決を下され、同21日朝にコムナルカ射撃場で銃殺された。その後、1956年5月に名誉回復がなされた。